# Radu Muntean
Radu Muntean, född 8 juni 1971 i Bukarest, är en rumänsk filmskapare. Han utexaminerades från Teater- och filmakademin i Bukarest 1994 och arbetade därefter med reklamfilm. Han långfilmsdebuterade 2002 med spänningsfilmen Furia. Hans film Pappret skall vara blått från 2006, om en milisgrupp en förvirrad natt under den rumänska revolutionen, blev framgångsrik på den internationella festivalscenen. Samtliga av Munteans spelfilmer efter detta har haft premiär vid filmfestivalen i Cannes.

## Filmregi
- Furia (2002)
- Pappret skall vara blått (Hîrtia va fi albastră) (2006)
- Boogie (2008)
- Marți, după Crăciun (2010)
- Vorbitor (2011) – dokumentär
- Un etaj mai jos (2015)